# Stilbomyella anomala
Stilbomyella anomala är en tvåvingeart som beskrevs av Donald Henry Colless 1998. Stilbomyella anomala ingår i släktet Stilbomyella och familjen spyflugor. Inga underarter finns listade i Catalogue of Life.